# 渡辺宏一郎
渡辺 宏一郎（わたなべ こういちろう、1970年7月 - ）は、日本の研究者。専門は地球温暖化対策、自然災害対策など。東京海上研究所主席研究員。北海道出身。

## 略歴
- 1993年3月 - 京都大学経済学部卒業
- 1993年4月 - 東京海上火災保険入社
- 1999年7月 - 経団連21世紀政策研究所
- 2012年7月 - 東京海上研究所

## 論文など
- 中国保険市場の現状と展望 - 経団連21世紀政策研究所
- 加入WTO對兩岸經濟之影響 - 中華台北APEC研究中心

## 講演・発表
- 「東アジア地域発展シンポジウム」プログラム - 経団連21世紀政策研究所
- 「第11回シンポジウム「WTO加盟後の中台両岸経済関係」プログラム - 経団連21世紀政策研究所